# Дай Цзиїн
Дай Цзиїн (кит.: 戴資穎, 20 червня 1994) — тайванська бадмінтоністка, срібна призерка Олімпійських ігор 2020 року.

## Виступи на Олімпіадах
| Олімпіада           | Дисципліна       | Місце |
| ------------------- | ---------------- | ----- |
| Лондон 2012         | одиночний розряд | 9     |
| Ріо-де-Жанейро 2016 | одиночний розряд | 9     |
| Токіо 2020          | одиночний розряд | 2     |